# Koniec (film)
Koniec – polski krótkometrażowy film fabularny, debiut reżyserski Bogusława Lindy. Film zrealizowany został w 1988 roku przy współpracy z Cezarym Harasimowiczem. Był nagrywany na Ursynowie, w pobliżu Toru Wyścigów Konnych, na powstającym blokowisku nowej dzielnicy Warszawy. Premiera filmu w kinach odbyła się w 1990 roku.

## Fabuła
Akcja filmu rozgrywa się w niedalekiej przyszłości na warszawskim blokowisku. W nocy mieszkańcy bloku oglądają w telewizji komunikaty zapowiadające nadchodzący koniec świata. Główny bohater zaczyna uciekać w szaleńczym tempie, aby uniknąć nadchodzącej katastrofy. Biegnie przez śnieg i chowa się ze współlokatorami w piwnicy pewnego budynku. Nadchodzi zagłada.

## Obsada
- Zygmunt Bielawski jako Zygmunt
- Marek Walczewski jako Emilian
- Małgorzata Niemirska jako Zdzisława
- Zofia Czerwińska jako Helena
- Ryszard Kotys jako wartownik